# Rêves en rose
Pour plus de détails, voir Fiche technique et Distribution.
Rêves en rose (Ružové sny) est un film tchécoslovaque réalisé par Dušan Hanák, sorti en 1977.

## Synopsis
Un tout jeune facteur, slovaque, cycliste, colombophile, prestidigitateur, farceur, solidaire, poète, croise une toute jeune slovaque, Rom, qui souhaite devenir coiffeuse. 
Les deux adolescents vont expérimenter un premier amour, malgré les pressions de leurs communautés.
« Désabusé mais pas triste, Rêves en rose allie réalisme et poésie, vision lucide et onirisme. » (Eric Fontaine)

## Fiche technique
- Titre original : Ružové sny
- Titre français : Rêves en rose
- Réalisation : Dušan Hanák
- Scénario : Dušan Dušek et Dušan Hanák
- Photographie : Dodo Šimončič
- Montage : Alfréd Benčič
- Musique : Petr Hapka
- Pays d'origine : Tchécoslovaquie
- Format : Couleurs - 35 mm - Mono
- Genre : comédie
- Durée : 81 minutes
- Dates de sortie :
  - Tchécoslovaquie : 8 avril 1977
  - France : 23 novembre 1983

## Distribution
- Juraj Nvota : Jakub
- Iva Bittová : Jolanka
- Josef Hlinomaz : Anton
- Marie Motlová : Muckova
- Naďa Hejná : Babka

## Sortie vidéo
Le film sort en DVD le 15 septembre 2020 édité par Malavida.
La critique francophone apprécie :
- « Jakub (Juraj Nvota) est un doux rêveur. Quand il ne distribue pas le courrier à vélo, Jakub jongle, fait des tours de magies, rend visite à son oncle tout aussi fantasque que lui et observe médusé Jolanka (Iva Bittova), la jolie gitane. Entre eux c’est le coup de foudre. Mais la famille de Jolanka comme celle de Jakub ne regardent pas cet amour de cet œil-là. Ils se retrouvent sans leur consentement et ensemble se promènent à vélo, dansent, jouent aux funambules sur les rails du train et finissent par se faire la belle.  Mais leur amour naissant survivra-t-il au choc des cultures ? »[1]
- « Les scènes de groupe, souvent les plus délicates à réussir dans une variation de Roméo et Juliette, sont celles qui convainquent et intéressent le plus, dont la modernité frappe encore. »[2]
- « Premier film tchèque à parler de la communauté Rom et à lui offrir une place importante dans le récit, Rêves en rose offre une très belle variation sur l’histoire de Roméo et Juliette, transposée dans un pays et une époque où cette communauté Rom connaissait de très forts bouleversements. En effet l’état cherchait à intégrer ce peuple dans la société d’une façon pour le moins abrupte en ne tenant pas réellement compte de son mode de vie bien spécifique. »[3].